# Gare d'Aardla
La gare d'Aardla (estonien : Aardla raudteepeatus) est une gare ferroviaire située à Tartu en Estonie.

## Situation ferroviaire
La gare d'Aardla est sur la ligne de chemin de fer de Tartu à Valga. 
À proximité se trouve la gare de Kirsi desservie par la ligne de chemin de fer de Tartu à Koidula.
L’arrêt de bus de la gare est Suur kaar le long de Raudtee tänav.